# 美里有紗
美里 有紗（みさと ありさ、1992年7月4日 - ）は、日本の元AV女優。
北海道出身、CLAP所属。趣味はお酒を飲むこと、特技はドライブ、ネイル 。

## 来歴・人物
2013年9月にアダルトビデオメーカーアリスJAPAN の専属女優としてAVデビュー。色白で美巨乳。
10月下旬には、同じ事務所のJULIAと共にオーストラリアロケを敢行、写真集やグラビア、イメージDVDを撮影している。
北海道在住であり、AV撮影やイベントの際は一時上京しているのみである。
2016年5月13日、自身の作品を以って引退。

## 出演作品

### アダルトビデオ
2013年、2014年はアリスJAPAN専属。
2015年からはエスワン専属。

#### 2013年
- 北海道が生んだ美乳スレンダー 美里有紗AVデビュー（9月13日）
- 出会って4秒で合体 美里有紗（10月11日）
- いやらしい接吻と交尾 美里有紗（11月8日）
- 超！！ハズかC失禁 美里有紗（12月13日）

#### 2014年
- 本能を呼び覚ます濃厚なる4つのSEX 美里有紗（1月10日）
- 有紗先生のぶっかけ教室 美里有紗（2月14日）
- リピート率100％風俗嬢 美里有紗（3月14日）
- 敬語の嫁さん 美里有紗（4月25日）
- 毎日やらしいパンスト履いてる女子社員 美里有紗（5月23日）
- レイプ狂い 美里有紗（6月27日）
- オンリー騎乗位 美里有紗（7月25日）
- 痙攣潮吹きアクメ奴隷 美里有紗（8月22日）
- 麗しのノーブラ先生 美里有紗（9月26日）
- くちうつしカフェへようこそ 美里有紗（10月24日）
- 女教師凌辱教室 美里有紗（11月28日）
- アリスJAPAN卒業 美里有紗、デビュー作からのセックスすべて見せます（12月26日）

#### 2015年
S1
- 専属NO.1STYLE 交わる体液、濃密セックス（1月19日）
- おま●こ、くぱぁ。 美里有紗（2月19日）
- 昼はボクの女上司、夜はオレの牝奴隷 美里有紗（3月19日）
- わたし、犯されにゆきます。〜心に傷を持つ若妻編〜 美里有紗（4月19日）
- 痴漢願望の女 愛に飢える若妻編 美里有紗（5月19日）
- 美乳がポロリ 美里有紗（6月19日）
- 宴会コンパニオン 美里有紗（7月19日）
- * エスワン七姉妹と同棲ハーレム性活(9月1日)
- 私、脱いだら…です。緊縛願望の変態女教師 美里有紗（9月19日）
- 下着モデルをさせられて… 美里有紗（10月19日）
- 母親の再婚相手の家族が全員キモメンで断りきれず犯されている美少女 美里有紗（11月19日）

#### 2016年
プレステージ
- 絶対的下から目線 おもてなし庵 極嬢小町 美里有紗（1月9日）
- OFJE-007 美里有紗 エスワン8時間コンプリートBEST（2月9日）
- 絶頂ランジェリーナ 12 美里有紗（2月19日）
- 人生初・トランス状態 激イキ絶頂セックス 美里有紗（3月19日)
- AV引退 美里有紗 （5月13日)

### 写真集
- らぶぱら（2013年12月21日、竹書房、撮影：福島裕二）ISBN ISBN 978-4812497616- オーストラリア・ロケによる作品。

### イメージビデオ
- Arisa 白き巨乳の天使・美里有紗（2014年1月2日、グラッツコーポレーション）※Blu-ray版同時発売 - オーストラリア・ロケによるイメージ作品。
- Arisa2 美巨乳天使アゲイン/美里有紗（2014年9月11日、グラッツコーポレーション）

### その他
美里有紗のAVって素晴らしい（東京スポーツ）
2014年3月20日まで隔週連載（連載期間：半年）。
せんべろ女とホルモンおやじ（フジテレビワンツーネクスト）
第9回ゲスト（2013年9月24日）
エンタ!959（スカパー!、つくばテレビ）
ヴィーナス・フューチャー #122 - AV女優の一か月に密着取材した番組（月刊ペース、各1時間枠。2013年11月中旬-12月中旬）
美乳天使・美里有紗　イン　オーストラリア - オーストラリアロケによるイメージ作品。視聴年齢制限あり。全3回（月刊ペース、各30分枠。2014年1月中旬-4月中旬）
志村＆鶴瓶のあぶない交遊録2014
2014年1月2日放送。モグラ叩きのモグラ役。
グラビア
ヌードWEBグラビア「GRAPHIS」美里有紗 - 2014年1月3日-20日にかけて更新。オーストラリア・ロケによるイメージ作品。